# Alpin de Ross
Erebia rossii
Espèce
L'Alpin de Ross (Erebia rossii) est une espèce de lépidoptères de la famille des Nymphalidae, de la sous-famille des Satyrinae et du genre Erebia.

## Dénomination
L'espèce Erebia rossii a été décrite en 1835 par l'entomologiste britannique John Curtis (1791-1862).

## Nom vernaculaire
L'Alpin de Ross se nomme Ross's Alpine ou Arctic Alpine en anglais.

### Sous-espèces
- Erebia rossii erda Sheljuzhko, 1924
- Erebia rossii ero Bremer, 1861 (à confirmer)
- Erebia rossii gabrieli dos Passos, 1949
- Erebia rossii kuskoquima Holland, 1931
- Erebia rossii ornata Leussler, 1935[1].

## Description
L'Alpin de Ross est un papillon marron foncé de taille moyenne (d'une envergure de 31 à 434 mm) avec à l'apex des antérieures deux ocelles noirs pupillés de blanc cernés de jaune, très rapprochés. L'aile postérieure est marron avec des mouchetures.
Le revers est marron avec aux postérieures une bande médiane grise à bords dentelés.

## Biologie

### Période de vol et hivernation
C'est la chenille, au troisième ou au quatrième stade, qui hiverne.
Il vole en une génération de début juin à fin juillet.

### Plantes hôtes
Les plantes hôtes des chenilles sont des Carex, Carex atrofusca et Carex rariflora au Canada,.

## Écologie et distribution
Il est présent en Asie dans le nord de la Mongolie, l'Altaï et dans la partie arctique de l'Amérique du Nord en Alaska, au Canada il se rencontre dans les Territoires du Nord-Ouest, le Yukon et jusques dans le nord de la Colombie-Britannique.

### Biotope
Il réside dans la toundra, toundra tourbeuse humide et toundra broussailleuse.

### Protection
Pas de statut de protection particulier.

## Systématique
Le nom valide complet (avec auteur) de ce taxon est Erebia rossii Curtis, 1835.
Erebia rossii a pour synonymes :
- Erebia dzhelindae Sheljuzhko, 1925
- Erebia erda Sheljuzhko, 1924
- Erebia ero Bremer, 1861
- Erebia kuskoquima Holland
- Erebia nigra Goltz, 1930
- Erebia pallida Goltz, 1930
- Erebia polyopis Sheljuzhko, 1919
- Hipparchia rossii Curtis, 1834